# Charles Dickens, l'homme qui inventa Noël
Pour plus de détails, voir Fiche technique et Distribution.
Charles Dickens, l'homme qui inventa Noël (The Man Who Invented Christmas) est un film irlandais réalisé par Bharat Nalluri, sorti en 2017.

## Synopsis
L'histoire de Charles Dickens pendant la création d'Un chant de Noël.

## Fiche technique
- Titre original : The Man Who Invented Christmas
- Titre français : Charles Dickens, l'homme qui inventa Noël
- Réalisation : Bharat Nalluri
- Scénario : Susan Coyne d'après le roman The Man Who Invented Christmas de Les Standiford
- Musique : Mychael Danna
- Photographie : Ben Smithard
- Montage : Stephen O'Connell et Jamie Pearson
- Production : Niv Fichman, Vadim Jean, Robert Mickelson, Susan Mullen et Ian Sharples
- Société de production : Mazur / Kaplan Company, The Mob Film Company, Ingenious Media, Nelly Films, Parallel Films et Rhombus Media
- Société de distribution : Bleecker Street Media (États-Unis)
- Pays :  Irlande et  Canada
- Genre : Biopic et comédie dramatique
- Durée : 104 minutes
- Dates de sortie : 
  -  États-Unis : 22 novembre 2017
  -  France : 18 novembre 2020 (DVD)

## Distribution
- Dan Stevens : Charles Dickens
- Christopher Plummer : Ebenezer Scrooge
- Jonathan Pryce : John Dickens, le père de Charles Dickens
- Simon Callow : John Leech
- Donald Sumpter : Jacob Marley
- Miriam Margolyes : Mme. Fisk
- Morfydd Clark : Kate Dickens
- Justin Edwards : John Forster / le fantôme du Noël présent
- Miles Jupp : William Makepeace Thackeray
- Ian McNeice : Edward Chapman
- Bill Paterson : Mr. Grimsby
- John Henshaw : M. Fezziwig
- Annette Badland : Mme. Fezziwig
- Anna Murphy : Tara / le fantôme des Noëls passés
- Jasper Hughes-Cotter : Walter Dickens
- Aleah Lennon : Mamie Dickens
- Ger Ryan : Elizabeth Dickens
- Valeria Bandino : Tart

## Accueil
Le film a reçu un accueil moyen de la critique. Il obtient un score moyen de 60 % sur Metacritic.